# 里町里
里町里（さとちょうさと）は、鹿児島県薩摩川内市の大字。旧薩摩国甑島郡甑島郷里村、甑島郡上甑村大字里、甑島郡里村大字里、薩摩郡里村大字里。郵便番号は896-1101。人口は1,026人、世帯数は509世帯（2020年10月1日現在）。面積は17.31平方キロメートル。
甑島列島の上甑島の北東に位置している。上甑島と遠見山の間にはトンボロ（陸繋砂州）が形成されており、トンボロ上には集落が形成されている。トンボロ上にある集落としては日本国内最大規模とされており、函館（北海道）や串本（和歌山県）と並んで日本三大トンボロに数えられることもある。
1891年（明治24年）から2004年（平成16年）まで大字里を行政区域としていた自治体である「里村」が存在しており、大字里は里村の唯一の大字であった。

## 地理

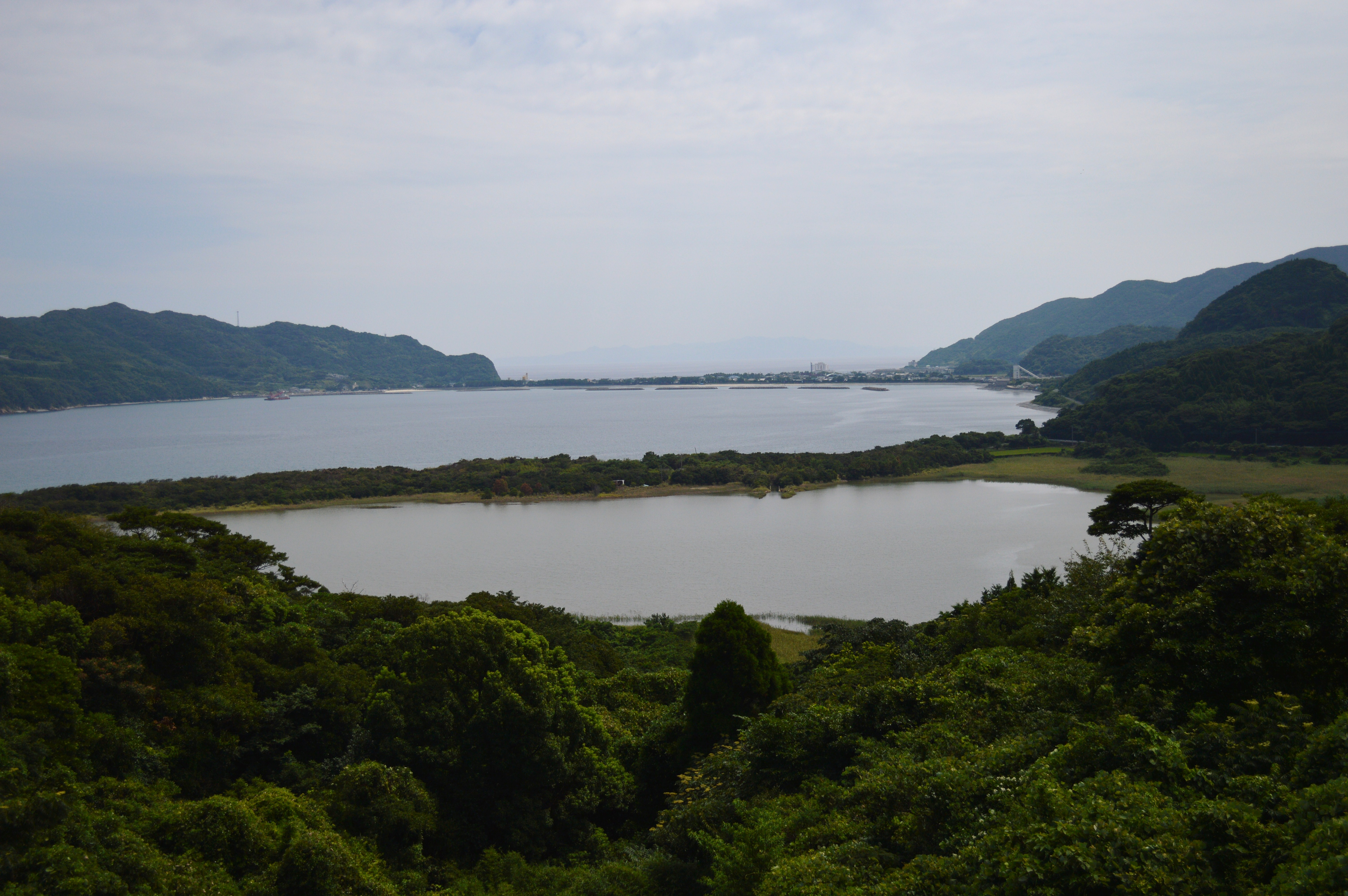
須口池と奥に見えるトンボロ上に広がる里集落

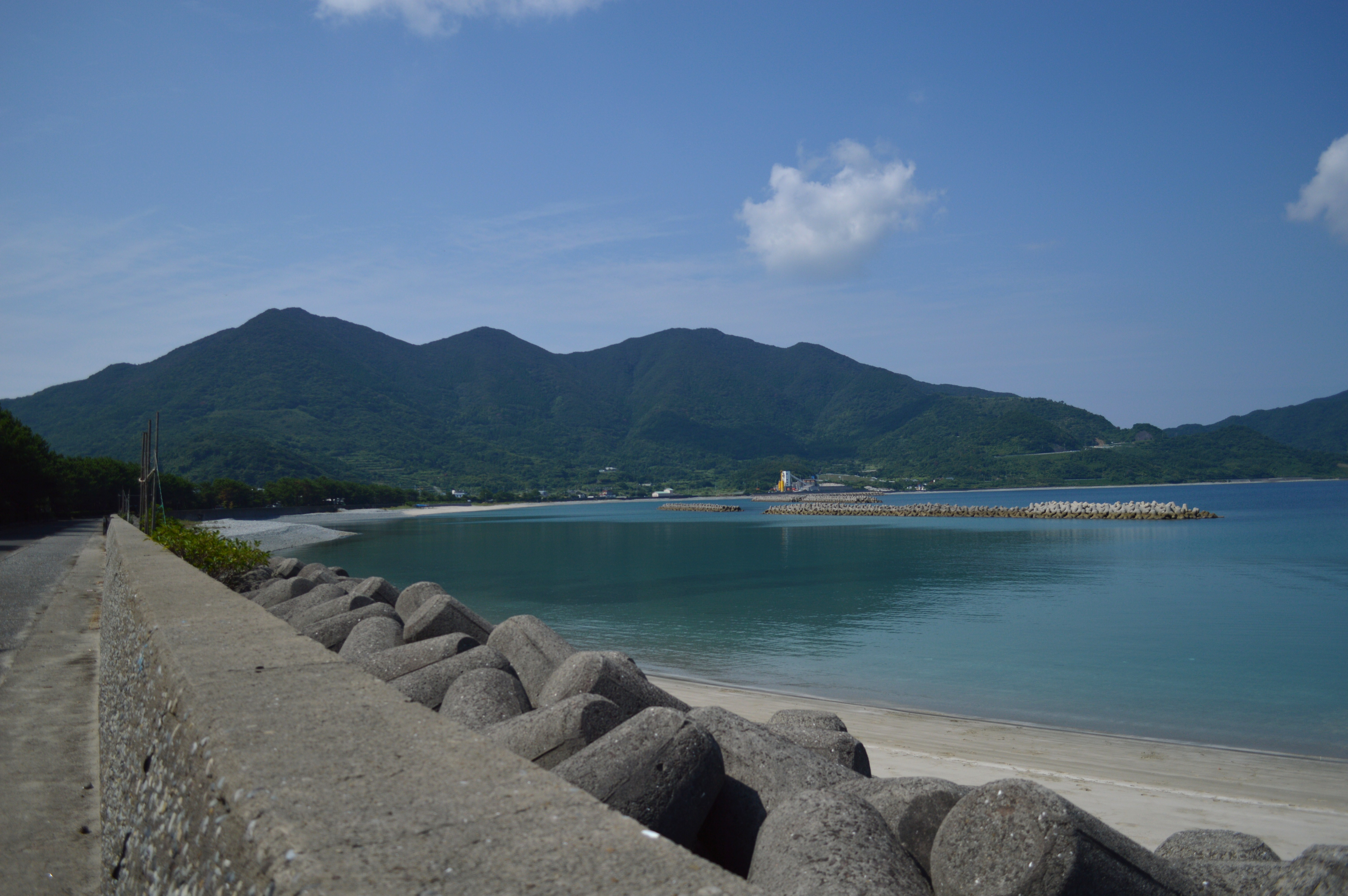
西之浜海水浴場

甑島列島中北部にある上甑島の北東に位置しており、甑島列島においては本土にあたる薩摩半島から最も近い位置にある。
字域の西方には上甑町小島、上甑町中野、上甑町江石が接しており、その他は東シナ海に面している。北東部には近島、松島、筒島、犬島、沖島、双子島などの小島（すべて無人島）があり、それらも字域内に含まれている。
里には地区と小組合と呼ばれる地域区分があり、地区は村西、村東、薗上、薗中、薗下の5地区からなり、小組合は村西に里向・中町・新町、村東に村町・水月・椿山・笠掛・戸の崎、薗東に霧島・堀切・上町・下志戸・上志戸、薗中に中の森・大川、薗下に射場柴・新屋敷・後の講・前の講がある。
南部には山岳があり、牟礼山や遠目木山などが東西に連なっている。中腹から麓までにある急傾斜部分には畑が階段状に開墾されており、平坦地は甑島で最も耕作面積が広い水田となっている。
里トンボロ（後述）の上には旧里村の中心となる薩摩川内市役所甑島振興局里市民サービスセンター（旧里村役場）や薩摩川内市立里中学校などの公共施設や集落が所在している。南部には薩摩川内市立里小学校・薩摩川内市立里幼稚園があり、東部には里港がある。

### 山岳
- 牟礼の山（標高：383メートル）[12]
- 遠目木山（標高：423メートル）[12]

### 湖沼
- 須口池（淡水湖）[7]
- 鍬崎池（淡水湖）[7]

### 島嶼
「里村郷土誌上巻」によれば、里町里の区域に属する島嶼（上甑島を除く）は以下のとおりである。
- 近島
- 松島
- 筒島
- 犬島
- 沖の島
- 双子島
- 中の瀬
- 黒神瀬

### 陸繋砂州

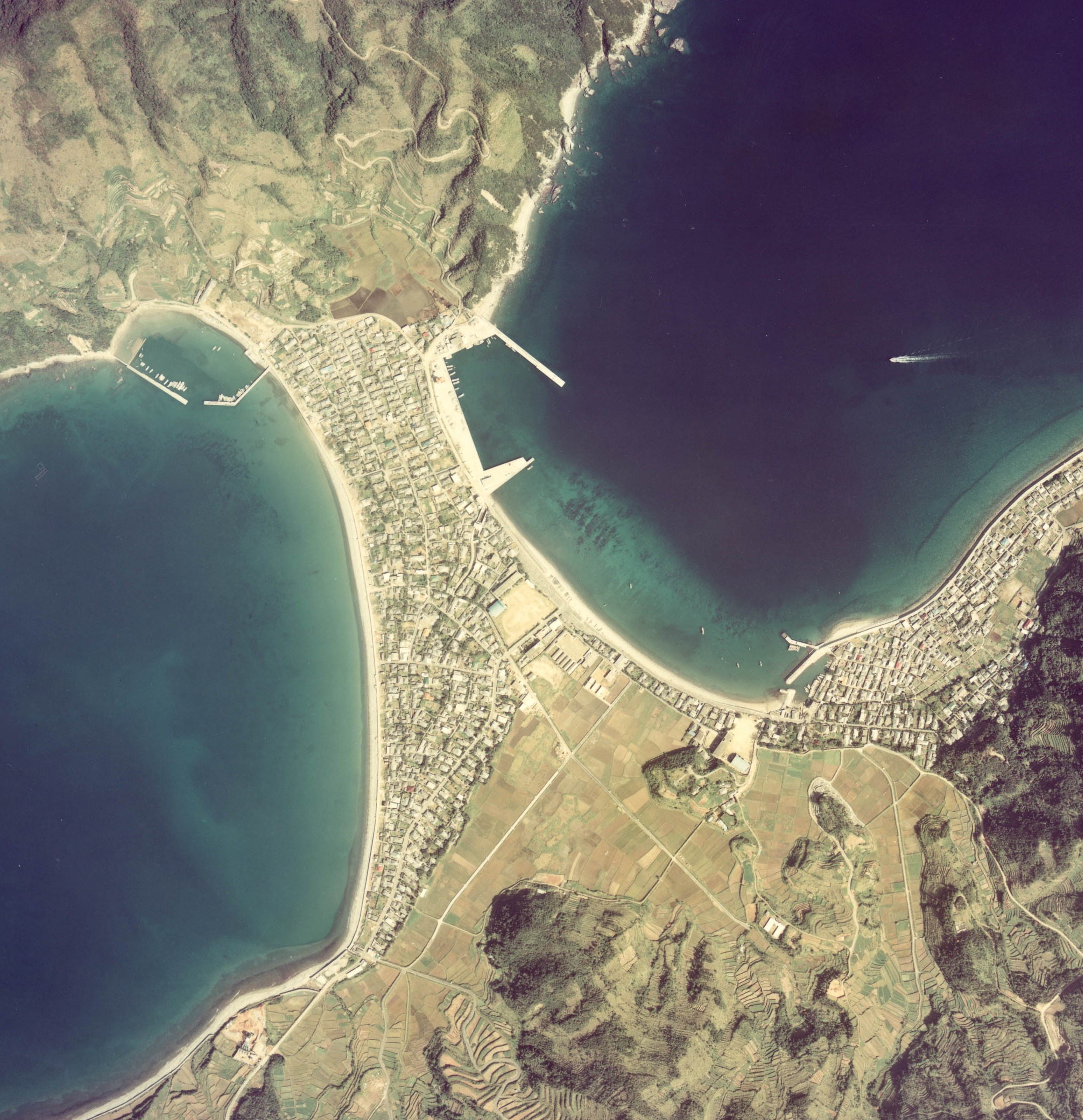
画像の上方向にある遠見山と下方向にある上甑島を繋ぐ陸繋砂州（トンボロ）上に広がる里の集落

上甑島北端にある遠見山はかつて独立した島だったが、流砂によって上甑島本島と陸続きとなり、沿岸流と波の作用で海底の砂礫が水面上に現れたのが陸繋砂州（トンボロ）である。この陸繋砂州は「里トンボロ」と呼ばれ、その上に形成された里集落は、近世中期ごろにかけて人家が発達したとみられる。
函館（北海道）や串本（和歌山県）と並んで日本三大トンボロに数えられることもある。砂州の全長は約1,400m、全幅は最狭部で250m、標高2.3mであり、半島のように突き出た遠見山と島の南側をつないでいる。
先史時代の遺跡や藩政時代の士族居住地は山麓に形成され、真水に恵まれない沿岸部には被支配者層が居住した。

### 自然公園・自然保護地区
2015年（平成27年）3月16日に甑島列島の区域を対象とした国定公園として「甑島国定公園」が指定された。集落を除いてほぼ全域が国定公園の区域に含まれており、2015年（平成27年）3月16日の鹿児島県告示「甑島国定公園区域内における特別地域の指定」により一部が特別地域に、「甑島国定公園区域の海域内における海域公園地区の指定」によって海域の一部が「上甑島西海岸及び長目の浜海域公園地区」にそれぞれ指定された。
また、鍬崎池及び須口池付近は薩摩川内市準景観地区条例に基づく「長目の浜準景観地区」に指定されており、一定規模以上の開発については薩摩川内市の認定又は許可が必要となっている。

### 小字
「角川日本地名大辞典」によれば里町里に属する小字は以下のとおりである。
村町、西笠掛、東笠掛、上早崎、尾崎、北見ケ平、魚見棚、桜ケ廻、岩川、愛宕、尾川原、頭割、残木、馬込、小ケ倉、冷水、宍川、蓑掛、尾橋川原、名谷畠、作井手、山神、倉谷、持ケ迫、丸山、観農、長崎、嶺開、古城、赤土田、種子玉、大川、中馬場、里向馬場、城山、組崎、四十田、石踊、五反田、山崎、連田、下志戸、上志戸、下竹ノ崎、上竹ノ崎、東桑ケ迫、西桑ケ迫、木ノ口、小川、芹ノ元、下矢房、上矢房、古寺、平尾、松尾、大林、上ノ原、竹桜木ノ元、山川ケ迫、堀畑、柳ケ廻、垣内、純浦ケ迫、鎌町、池平金山、大平良、牛瀬、須口、小畑、水ノ元、赤崎、小松ノ宮、堂ノ元、薗上、薗中、薗下、割元、芝ノ前、白粉水、中樋牧神ノ前、赤瀬、五之助、遠見前、大阿母、九人組、前西崎、北西崎、遠見後、小牟田、宮ノ前、塩屋ノ元、山口、亀瀬、小川原、近島、松島、筒島、犬島、野島、沖ノ島、中ノ瀬、黒神

## 歴史

### 古代の里
里遺跡からは縄文土器が出土しており、甑島列島で唯一縄文土器が出土した遺跡である。また、中町馬場遺跡では縄文時代晩期から弥生時代の遺物の含有層があることが鹿児島大学の調査により確認されている。弥生時代中期から後期の瀬戸内系土器や、刻目突帯文土器が主体であり、縄文時代晩期後半の黒川式土器も若干出土している
「里村郷土誌上巻」によれば地層・地質から現在の新町・中町・須口池付近は海岸線であったとされ、付近には貝塚や住居跡が確認されている。古墳時代には甑島を本拠としていた甑隼人の本拠地が里の古城であったという伝説が残されている。平安時代の嘉祥2年（849年）に川内の新田八幡宮（現在の新田神社）から里の八幡神社に分霊を勧請したとされている。

### 中世の里
「塩田氏系譜」によれば、藤原実顕が文治或いは建久年間に甑島に下向して塩田の地を領したとされており、同じ頃に千葉常胤が薩摩国薩摩郡・高城郡・入来院・東郷別府・甑島の地頭に補任されていたとされる。
鎌倉時代の宝治元年（1247年）の宝治合戦の結果の勲功賞として、宝治2年（1248年）に千葉氏の遺領であった甑島は、鎌倉幕府の武蔵国御家人であった小川季能に与えられた。季能の子である季直は甑島に下向して、里に亀城・鶴城を築城し居城とした。

### 近世の里
戦国時代の文禄年間には鎌倉時代より甑島島主であった小川氏が阿多郡田布施（現在の南さつま市金峰地域）に改易され、以降甑島は島津氏の直轄支配下となり、外城制が敷かれることとなった。
江戸時代の里村は薩摩国甑島郡甑島郷（外城）のうちであり、里という地名は最も古いものでは「薩藩政要録」に里村という記述が見える。里村の村高（石高）は「旧高旧領取調帳」の記述によれば736石余であり、「三州御治世要覧」によれば728石余であった。寛文4年（1664年）の「郡村高辻帳」によれば上甑島のうち、「元禄国絵図」によれば上甑村のひとつと記載されている。江戸時代の測量家である伊能忠敬が著した「九州東海辺沿海村順」によれば、家数167軒でありそのうち薗山が16軒であったと記載されている。また、村東地区は浦浜を兼ねていた。
地頭の執務を行う屋敷である地頭仮屋は甑島郷の内に3か所に設置されていたが、そのうち1つは里村（現在の里小学校敷地）に設置されていた。地頭屋敷が置かれ、周囲に郷士が居住していた麓集落は現在の村西地区にあたり、村西地区では古代より人の生活が営まれていたとされる。慶長16年（1611年）に本田親政が甑島初代地頭に任じられた。ただし、地頭仮屋は手打（現在の下甑町手打）、中甑（現在の上甑町中甑）及び里の3箇所にあり、地頭の本拠がいずれであったか定かでないとされる。

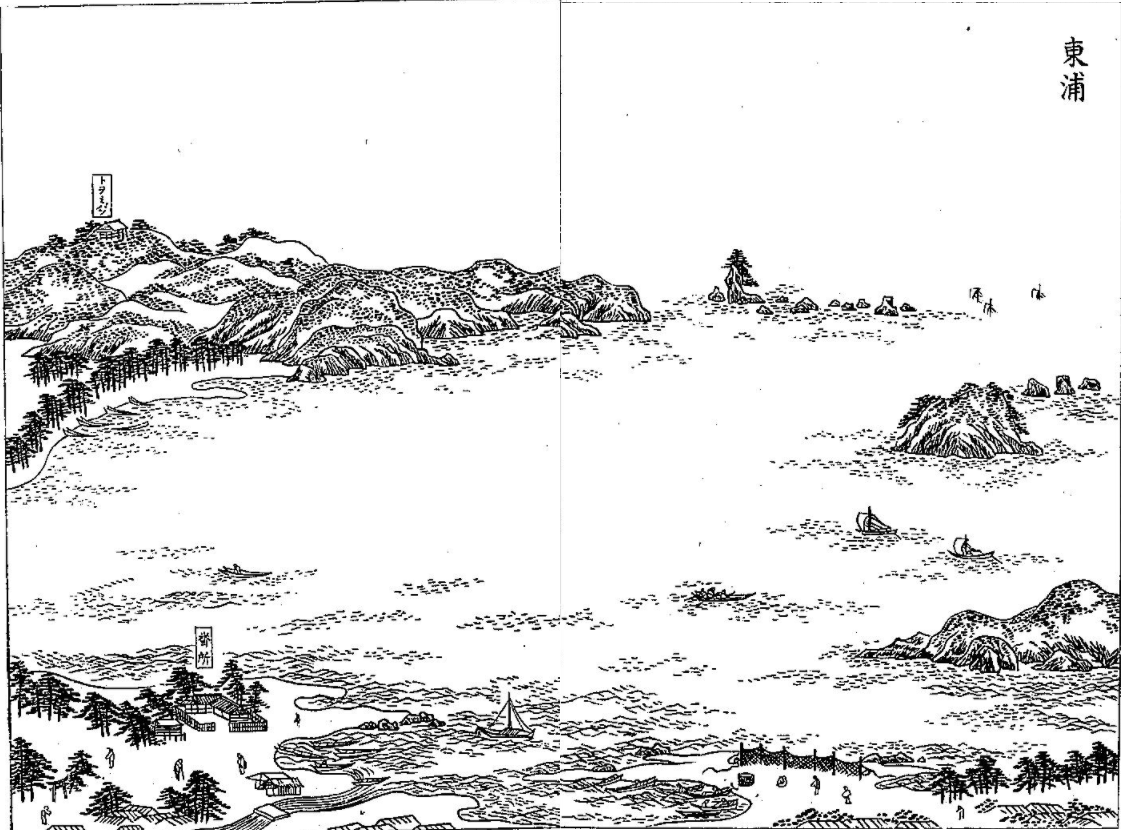
東浦の挿絵（三国名勝図会）

江戸時代後期に薩摩藩が編纂した地誌である『三国名勝図会』では里の東浦について挿絵と共に以下のように記述している。

東浦　上甑村里にあり、當村の北面にして、舟舶泊繋の海灣なり、上甑に渡る者、爰に舟を入る、俗に里村の入江といふ、此所海形灣曲をなすこと少許にして、石堤を築き、泊繋に便りす、往古小川氏此島の領主たりし時、此村に居住す、眺望の景色殊によし、

寛永10年（1633年）の「島津家列朝制度」収録の江戸幕府諸国巡検使への御答書には里村に狼煙による通信を行う火立番所が置かれたと記載されており、宝永10年（1713年）の御答書には薩摩藩内に24か所設置されている海の要津に置かれる監視所である津口番所の1つとして里村に津口番所が設置されていると記載されている。
明治4年には廃藩置県が行われ薩摩藩は鹿児島県となり、明治5年には外城制に代わり戸長制度が導入された。1884年（明治17年）には上甑島及び中甑島の全域に当たる中甑村、中野村、江石村、平良村、小島村、瀬上村、桑之浦村、里村の区域を管轄する戸長役場が中甑に設置された。

### 町村制施行以後
1889年（明治22年）に町村制が施行されたのに伴い、上甑島及び中甑島の全域にあたる中甑村、中野村、江石村、平良村、小島村、瀬上村、桑之浦村、里村の区域より上甑村が成立した。それまでの里村は上甑村の大字「里」となった。1891年（明治24年）には上甑村より大字里の区域が分立し里村が設置された。それに伴い、里村の大字「里」となった。1896年（明治29年）に甑島郡が薩摩郡に統合され、里村は薩摩郡のうちとなった。
第二次世界大戦中の1945年（昭和20年）7月13日及び7月24日にアメリカ軍の空襲に遭い里村の市街地に爆弾が投下された（里村空襲）。
2004年（平成16年）10月12日に里村が川内市、東郷町、入来町、祁答院町、樋脇町、下甑村、上甑村、鹿島村と新設合併し薩摩川内市が設置された。この市町村合併に伴い設置された法定合併協議会において大字名については「従前の村名を町名とし、これを従前の大字名冠したものをもって、大字とする」と協定され、旧村名である「里村」の村を町に置換え、従前の大字名である里に冠することとなった。
合併当日の10月12日に鹿児島県の告示である「 字の名称の変更」が鹿児島県公報に掲載された。この告示の規定に基づき即日名称の変更が行われ、大字名が「里」から薩摩川内市の大字「里町里」に改称された。

## 文化財

### 国指定
- ヘゴ自生北限地帯（天然記念物）
熱帯・亜熱帯において自生するシダ植物の一種であるヘゴの自生の北限地域にあたる[47]。1926年（大正15年）10月27日に国指定の天然記念物となった[48][49]。里のほかに下甑町青瀬、上甑町中野、南さつま市笠沙町、肝属郡南大隅町、肝付町も北限地域として国指定の天然記念物に指定されている[47]。
- 甑島長目の浜及び潟湖群の植物群落（天然記念物）
長さ4キロメートル、幅40メートルから100メートルの砂州である長目浜によって形成された潟湖群（海鼠池、貝池、鍬崎池）に植生する植物の群落であり[50]。2015年（平成27年）3月10日に国の天然記念物に指定された[49][51]。潟湖群はそれぞれ塩分濃度や砂礫の大きさが異なり、それらに対応して変化する性質の異なった砂州に植生する植物の群落として学術上貴重であるとされている[50][51]。

### 県指定
- 甑島の内侍舞（無形民俗文化財）
例年旧暦9月18日の午前中に八幡神社で行われる秋の大祭にて奉納される祭事である[52][53]。舞者は当番の小組合の中学3年生の女子の中から御籤で選ばれる[52]。2001年（平成13年）4月27日に県指定の無形民俗文化財に指定された[49]。

### 市指定
薩摩川内市指定の文化財は以下のとおりである。
- 石笛（考古資料） - 1982年（昭和57年）2月1日指定
- 里の武者踊（無形民俗文化財） - 1982年（昭和57年）2月1日指定
- さっこら踊（無形民俗文化財） - 1982年（昭和57年）2月1日指定
- 亀城跡（記念物（史跡）） - 1981年（昭和56年）3月6日指定
- 小川の森（記念物（史跡）） - 1981年（昭和56年）3月6日指定
- 隠山のかくれ念仏（記念物（史跡）） - 1981年（昭和56年）3月6日指定

## 人口
以下の表は国勢調査の統計情報による。1990年までの人口は里村の自治体人口、1995年以降は大字単位の人口を示す小地域集計の人口の推移である。
| 統計年             | 統計年       | 人口  | 人口 |
| ------------------ | ------------ | ----- | ---- |
| 1920年（大正9年）  | [ 55 ] [ 6 ] | 3,009 |      |
| 1930年（昭和5年）  | [ 55 ]       | 3,174 |      |
| 1940年（昭和15年） | [ 55 ] [ 6 ] | 2,928 |      |
| 1950年（昭和25年） | [ 55 ]       | 3,870 |      |
| 1960年（昭和35年） | [ 55 ] [ 6 ] | 3,357 |      |
| 1970年（昭和45年） | [ 55 ]       | 2,183 |      |
| 1980年（昭和55年） | [ 55 ]       | 1,920 |      |
| 1990年（平成2年）  | [ 55 ]       | 1,753 |      |
| 1995年（平成7年）  | [ 56 ]       | 1,676 |      |
| 2000年（平成12年） | [ 57 ]       | 1,517 |      |
| 2005年（平成17年） | [ 58 ]       | 1,405 |      |
| 2010年（平成22年） | [ 59 ]       | 1,260 |      |
| 2015年（平成27年） | [ 60 ]       | 1,151 |      |
| 2020年（令和2年）  | [ 5 ]        | 1,026 |      |

## 施設

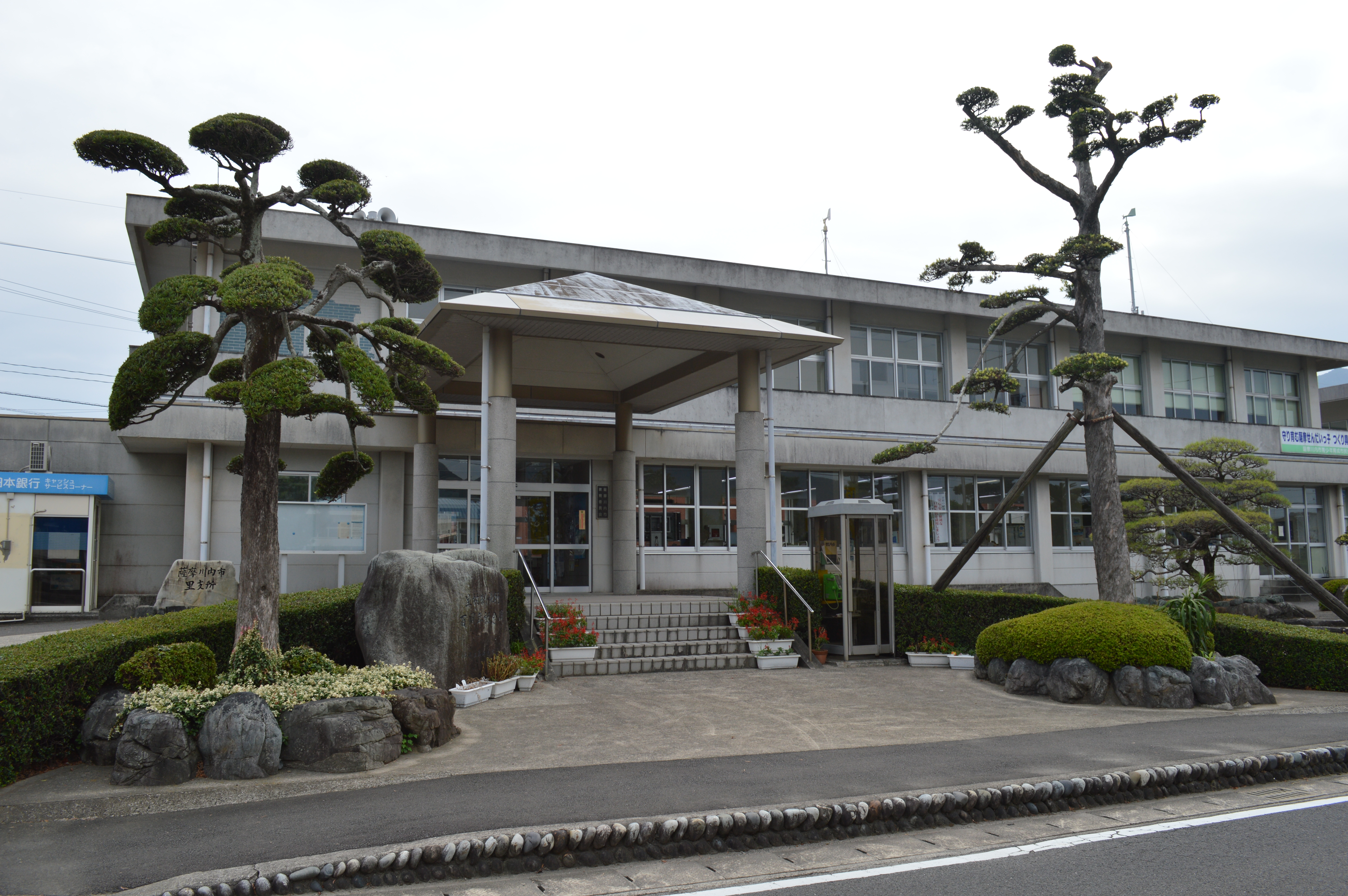
薩摩川内市役所甑島振興局里市民サービスセンター（旧・里村役場）

### 公共
- 薩摩川内市役所甑島振興局里市民サービスセンター[61]
- 鹿児島県警察薩摩川内警察署里駐在所[62]
- 薩摩川内市里診療所（内科・歯科）[63]
1960年（昭和35年）に里村僻地出張診療所として開設された[64]。
- 薩摩川内市立図書館里分館[65]
- 里公民館[65]
- 里地区コミュニティセンター[66]
- 里柔道会館[65]
- 里プール[65]
- 上甑島葬祭場[67]
- 上甑島クリーンセンター[68]
- 里学校給食センター[69]
- 里港ターミナル[70]
- 薩摩川内市地域包括支援センター 甑島圏域サブセンター上甑事務所[71]
- 薩摩川内市社会福祉協議会上甑支所[72]

### 教育
- 薩摩川内市立里中学校[73]
- 薩摩川内市立里小学校[74]
- 薩摩川内市立里幼稚園[75]

### 郵便局
- 里郵便局（1905年（明治38年）開設[76]）[77]

### 宗教
- 八幡神社

### その他
- 甑島風力発電所 - 1990年（平成2年）3月15日に運転開始した日本で初めて実用化された風力発電所である[31][78]。

## 教育

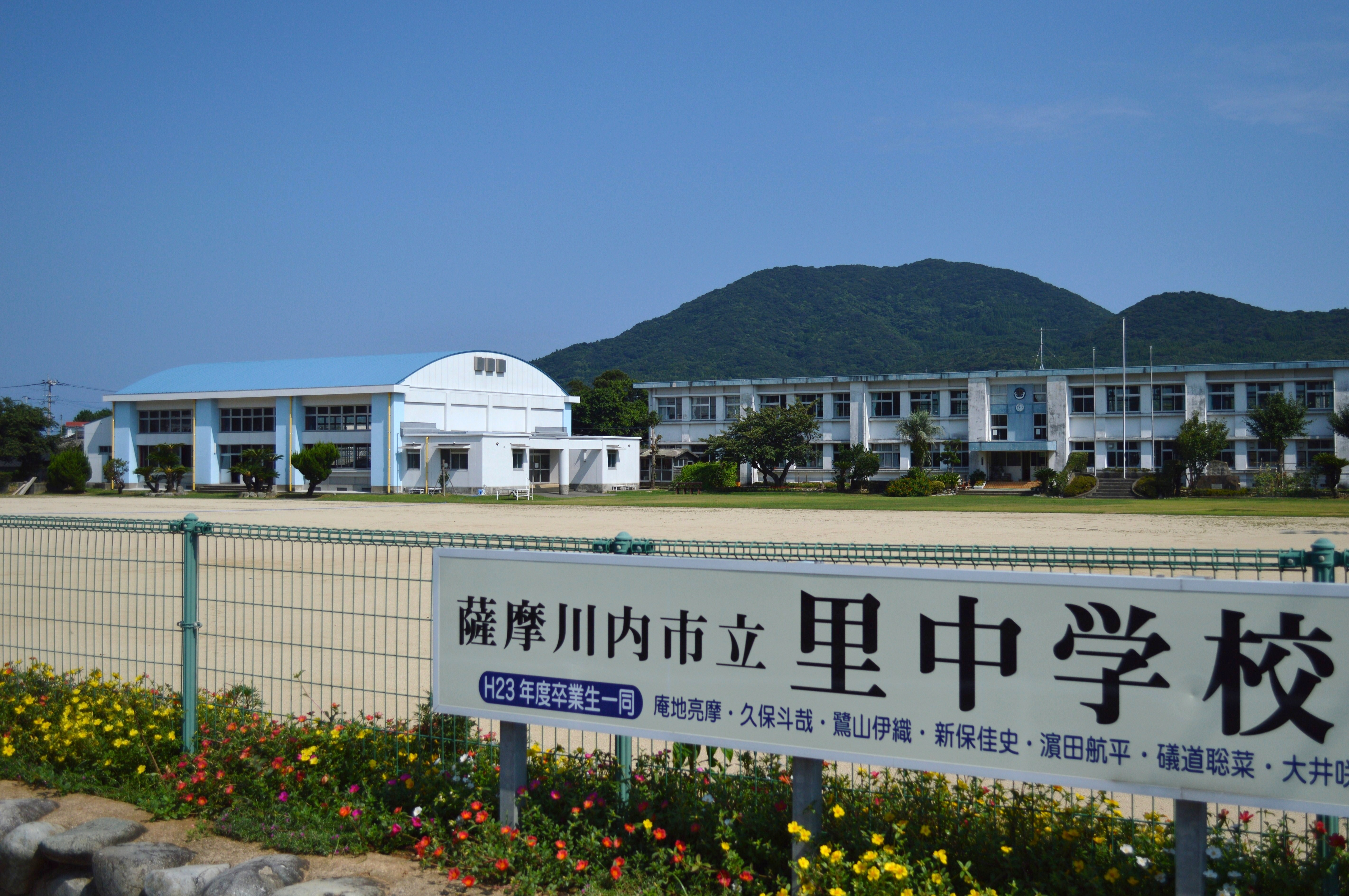
薩摩川内市立里中学校

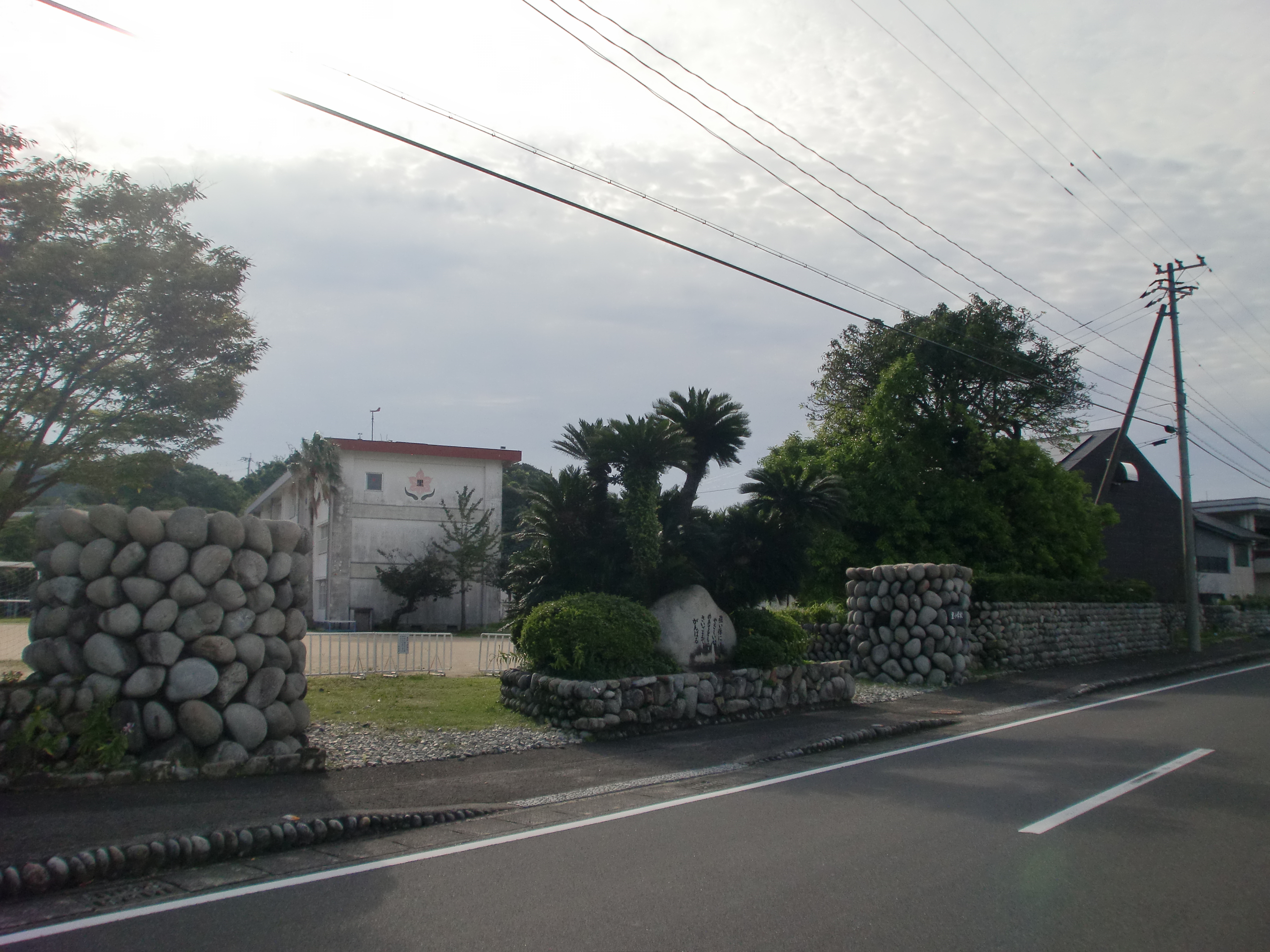
薩摩川内市立里小学校

里町里には「薩摩川内市立里中学校」、「薩摩川内市立里小学校」、「薩摩川内市立里幼稚園」が設置されている。

### 高等学校
里には高等学校が設置されておらず、また甑島列島内にも全日制高校や通信制高校の学習センターは設置されていない。甑島列島内の高校受験生は、学区の制約なく県内の全ての県立高校へ進学できるため、中学校卒業生の多くは九州本土などに転出して、島外の高校に進学する。

### 中学校
中学校は「薩摩川内市立里中学校」が所在している。里中学校は1947年（昭和22年）5月2日に里小学校及び里青年学校校舎跡にて開校した。1950年（昭和25年）7月25日に中樋に移転独立し、同年9月1日に授業を開始した。2020年（令和2年）より隣接する旧上甑村を校区としている薩摩川内市立上甑中学校（上甑町中甑）が休校となったのに伴い、当面の間旧上甑村の区域の生徒を里中学校に受け入れており、将来的には統合に向けた協議が行われる予定である。

### 小学校
小学校は「薩摩川内市立里小学校」が所在している。里小学校は明治4年に地頭仮屋跡にて寺子屋として開校した。1880年（明治13年）に学制が公布されたのに伴い、里小学校が設けられ、1882年（明治15年）には初等科・中等科・高等科が設置された。1889年（明治22年）には里高等小学校に改称し、1941年（昭和16年）には国民学校令により里国民学校に改称、1947年（昭和22年）には里小学校に改称した。

### 小・中学校の学区
市立小・中学校の学区（校区）は以下の通りである。
| 大字   | 小字 | 小学校               | 中学校               |
| ------ | ---- | -------------------- | -------------------- |
| 里町里 | 全域 | 薩摩川内市立里小学校 | 薩摩川内市立里中学校 |

## 交通

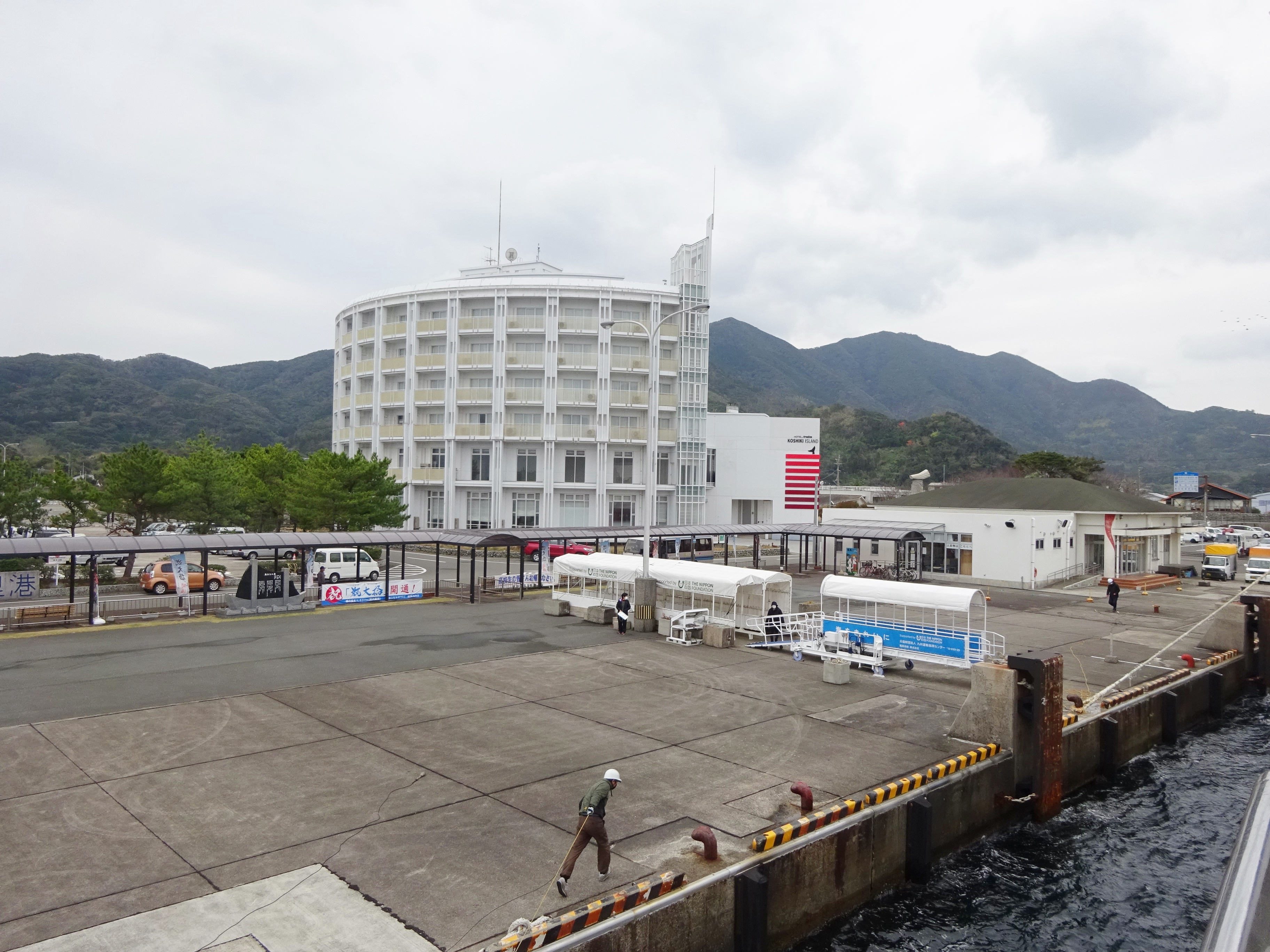
里港

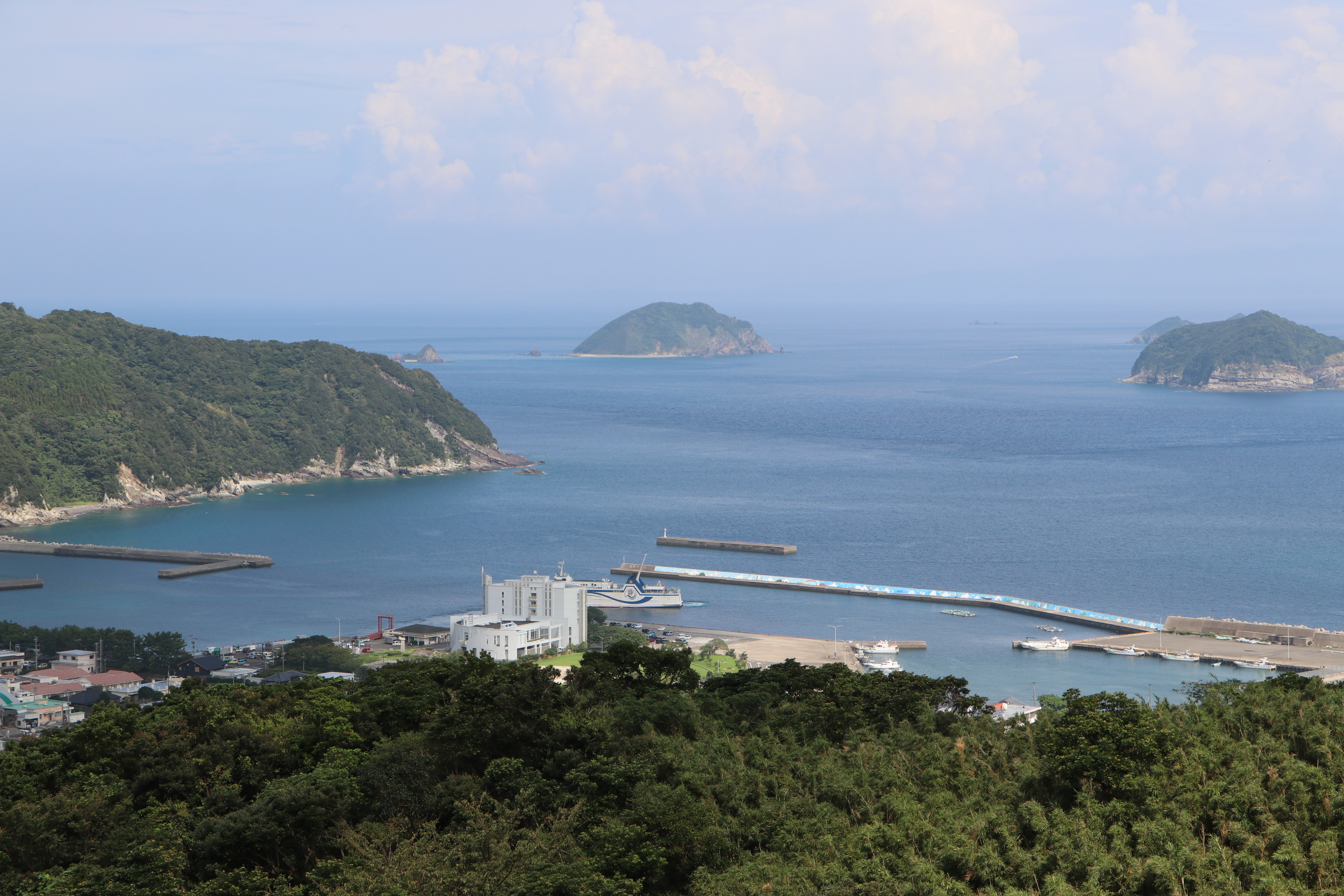
里港の全景

### 道路
字域の中央部の海岸線を東西に鹿児島県道348号桑之浦里港線が通っており、西部で鹿児島県道352号瀬上里線と合流する。合流した後県道348号は里中学校前付近まで東進し、南方に折れる。南下した後里港の南端付近で県道348号は終点となっている。
一般県道
- 鹿児島県道348号桑之浦里港線
- 鹿児島県道352号瀬上里線

### バス
コミュニティバスである「甑かのこゆりバス」が運行されている。里港から下甑町手打の手打港までを結ぶこしき縦貫バスが運行されており、里の区域にあるバス停は2020年（令和2年）現在以下のとおりである。
- こしき縦貫バス（里港-手打港）
  - 里港 - 八幡前 - 里商工会前 - 里支所 - 薗上 - 須口 - クリンセンター前

### 港湾
- 里港（地方港湾）[88]
  - 甑島商船「高速船甑島」（川内港 - 里港 - 長浜港）
  - 甑島商船「フェリーニューこしき」（串木野港 - 里港 - 長浜港）